# Agabus (Bible)
Pour les articles homonymes, voir Agabus (homonymie).
Agabus est un prophète du Ier siècle mentionné par Luc dans les Actes des Apôtres. Dans la Tradition, il est l’un des septante disciples mentionnés dans l'Évangile selon Luc (Luc 10:1-24).
Durant son ministère, il prédit une grande famine sur toute la terre et, inspiré par le Saint-Esprit, il annonça à saint Paul la captivité qui l’attendait de la part des païens. Il est fêté le 8 avril.

## Biographie

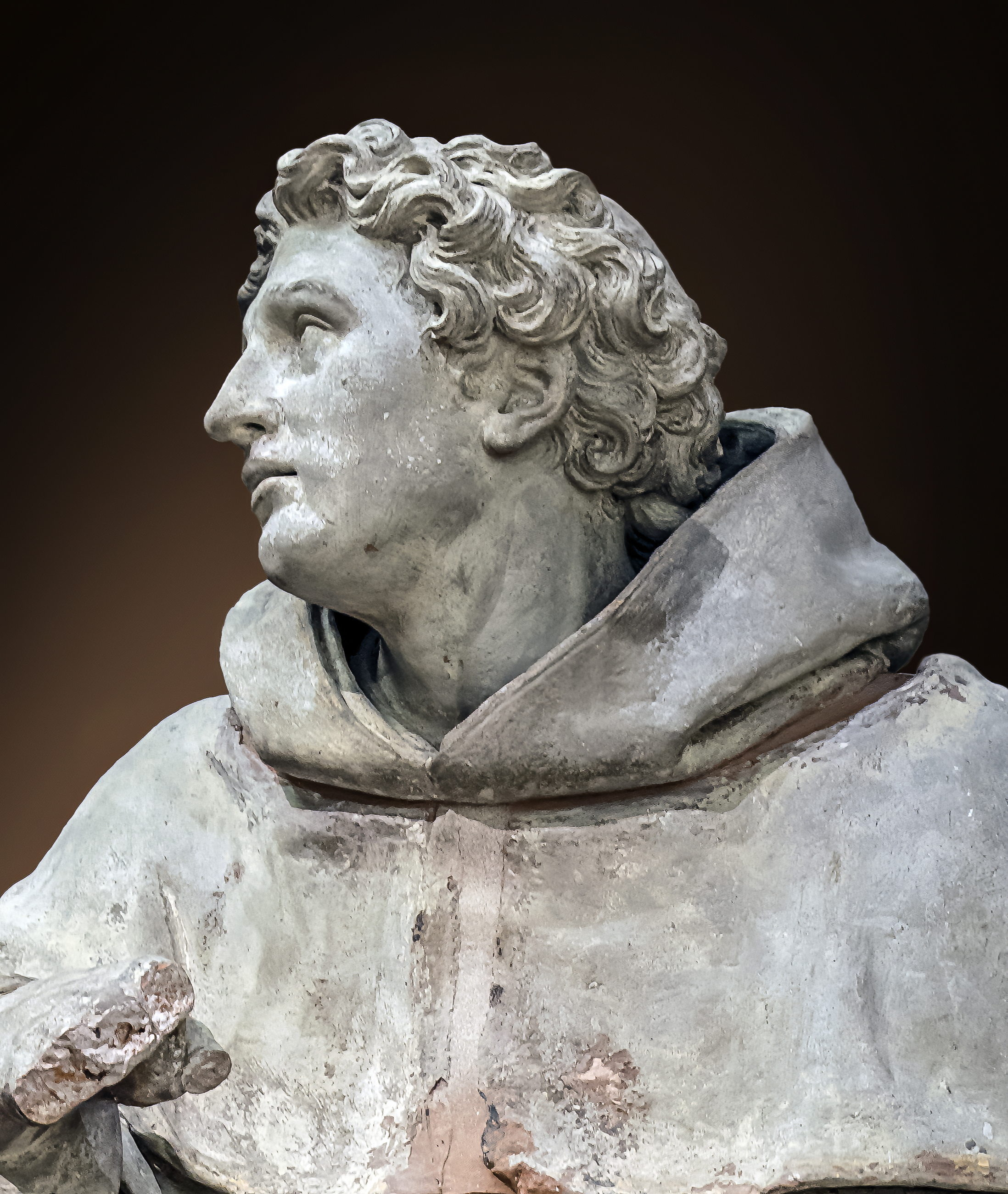
Le Prophète Agabus Musée des Augustins de Toulouse

D'après la Tradition, Agabus est un habitant de Jérusalem. Il serait l'un des septante disciples, mentionnés dans l'Évangile selon Luc, envoyés par Jésus pour répandre la Bonne Nouvelle. Agabus aurait ainsi compté parmi les cent-vingt disciples, présents le jour de la Pentecôte, pour y recevoir l'Esprit saint.
Les Actes (Ac 11:27-28) indiquent qu'il figurait parmi un groupe de prophètes qui voyageaient de Jérusalem à Antioche. Il reçut le don de prophétie et annonça l'imminence d'une terrible famine, que l'auteur situe justement durant le règne de l'empereur Claude.
Les Actes (Ac 21:10-11) mentionnent à nouveau un prophète du nom d'Agabus venant de Judée. Celui-ci a approché saint Paul à Césarée et lui a prédit sa captivité à Jérusalem :  

« Il vint vers nous, enleva la ceinture de Paul, se ligota les pieds et les mains, et déclara : Voici ce que dit l'Esprit Saint : L'homme à qui appartient cette ceinture, les Juifs le ligoteront de la sorte à Jérusalem et le livreront aux mains des nations. »

Selon la Tradition, après une activité apostolique féconde dans de nombreux pays, Agabus fut martyrisé à Antioche.

## Calendrier liturgique
L'Église catholique célèbre Saint Agabus le 8 avril, il était auparavant fêté le 13 février, tandis que les églises chrétiennes d'Orient le célèbre le 8 mars.